# 하남동
하남동(河南洞)은 광주광역시 광산구의 동이다.

## 역사
1800년대 중반 순천 박씨에 의해 마을이 형성된 전형적인 농촌마을로 마을안에 큰 우물이 있어 일명 대촌(大村) 또는 "한우물","하나물"이라고 불리었는데 행정 구역 개편에 의해 하남으로 개칭되었다.
- 고려 시대 : 광산현 경지부곡에 속함
- 조선 시대 : 광주목 흑석면에 속함
- 구한말 : 광주군 흑석면에 속함
- 1914년 4월 1일 : 부군면 통폐합으로 거치면, 와곡면 병합, 전라남도 광주군 하남면이 됨

| 조선총독부령 제111호 |                                                |               |
| 구 행정구역          | 구 행정구역                                    | 신 행정구역   |
| 광주군 거치면        | 진곡리(眞谷里), 가작리(佳作里), 신안리(新安里) | 하남면 진곡리 |
| 광주군 거치면        | 성산리(星山里), 발산리(鉢山里), 시동리(詩洞里) | 하남면 오산리 |
| 광주군 거치면        | 안청리(安淸里), 계양리(桂良里)                 | 하남면 안청리 |
| 광주군 와곡면        | 사상리(沙上里), 월곡리(月谷里)                 | 하남면 월곡리 |
| 광주군 와곡면        | 산정리(山亭里), 가야리(加野里)                 | 하남면 산정리 |
| 광주군 와곡면        | 구방리(九方里), 장성리(長成里), 수남리(水南里) | 하남면 장수리 |
| 광주군 와곡면        | 경암리(景巖里)                                 | 하남면 하남리 |
| 광주군 흑석면        | 하남리(河南里), 단전리(丹田里)                 | 하남면 하남리 |
| 광주군 흑석면        | 시이리(杮李里), 하신리(下新里)                 | 하남면 흑석리 |
| 광주군 흑석면        | 장자리(長者里), 성덕리(成德里)                 | 하남면 장덕리 |
| 광주군 천곡면        | 신완리(新莞里)                                 | 하남면 장덕리 |
- 1935년 10월 1일 : 광주읍이 광주부로 승격해 잔여지역이 광산군이 되어 전라남도 광산군 하남면이 됨
- 1988년 1월 1일 : 광주직할시에 편입되어 광주직할시 광산구 하남출장소가 설치됨
- 1993년 12월 1일 : 월곡동이 분동
- 1995년 1월 1일 : 광주광역시 광산구 하남출장소로 변경
- 1998년 10월 15일 : 광주광역시 광산구 하남동사무소가 설치됨
- 2007년 9월 1일 : 하남동 주민센터로 개칭
- 2018년 7월 31일 : 하남동 행정복지센터로 개칭

## 마을 유래
- 하남동
  - 하남동에 위치했던 하남, 경암, 단전, 마항마을은 하남산단, 주택단지 조성사업 등에 편입되며 사라졌다. ‘하남’마을은 마을 안에 큰 우물이 있어 한우물, 하남물, 하나물, 하누물로 불렸으며 일명 대정촌(大井村)이라고 했다. 1914년 행정구역 개편 때 한자 하남으로 고쳤다. 순천 박씨가 장수동에서 옮겨와 정착하며 마을이 형성되었다.‘경암’마을은 쟁기벽 바위가 있고 산수경관이 좋아 붙은 이름이다. 순천박씨가 개촌했다고 하나 경주 김씨가 들어오며 마을이 형성되었다. 아파트와 상가가 들어서며 경암마을을 감싸던 뒷산과 광주시 문화재자료로 지정된 김봉호 가옥만 남았다. ‘단전’마을은 붉은 황토밭 때문에 붙은 이름이라고 한다. 경주 김씨가 흑석리에서 옮겨오며 마을이 형성되었다. ‘마항’마을은 지형이 목마른 말이 물을 마시는 형국이라 ‘말목’이라 불렀다. 옛날 선비들이 과거를 보러 서울 갈 때 왕래가 잦았던 길목으로 면사무소 소재지였다. 12통이 한우물, 하남물, 13통이 단전, 경암지역이다.
- 산정동
  - 조선후기 와곡면 지역으로 1914년 와곡면 산정리, 가야리를 합해 하남면 산정리가 되었다. 지실, 가야마을이 있었으나 가야마을은 없어졌다. ‘지실’마을은 본래 기와를 구웠다고 하여 ‘지실’, ‘와곡’, ‘와동’이라고 했으나 1914년 마을 뒷동산에 큰 괴목이 있어 산정(山亭)이라 고쳐 부르고 가야와 통합했다. 마을 서쪽에 ‘산숫굴’이라는 골짜기가 있는데 옛날 서당이 있었다고 한다. 진주 강씨들이 살았으나 이웃 호동마을로 옮겨가고 장성 덕성리에서 김해 김씨들이 옮겨와 살고 있다. 가야마을은 일명 ‘가라지’라고 불렀으나 철로가 지나며 마을이 없어졌다. 버들가지에 꾀꼬리가 앉은 형국이라 주민들이 ‘가지’로 부르다 일제강점기 ‘가야’로 고쳤다. 이 외 하남역 앞에 위치한 역산마을은 옛 기록에는 없다. 단독주택이 지어지며 마을의 규모를 갖추게 되었다는데, 지금은 주변 아파트에 둘러싸이고 원룸이 세워지며 마을의 모습은 거의 남아 있지 않다.
- 오선동
  - 1914년 거치면 성산리, 발산리, 시동리, 구촌리 일부가 합쳐져 하남면 오산리(鼇山)라 했는데, 1988년 광주직할시 편입시 임곡동 ‘오산동’과 지명이 같아 오선동(鼇仙)으로 변경했다. 성산(星山), 발산(鉢山), 시동(時禮), 구촌(舊村)마을이 있었으나 하남·진곡산업단지에 편입되어 모두 사라졌다. 1985년 군지에는 ‘성산(成山)마을은 성산(星山)이라고도 한다’고 설명하고 ‘구촌이라고 부른다’고 명시하고 있으나, 1959년 지명조사에는 ‘성산’과 ‘구촌’이 따로 구분되어 있다. ‘성산’마을은 속칭 ‘배맷등’이라고 했다는 설, 마을이 들어서기 전 그 지역을 ‘별매등’이라 해서 ‘성산(星山)’으로 이름지었다는 설이 있다. 마을에 피난촌인 ‘사하촌(寺下村)’이 있었으나 폐촌되었다고 한다.‘발산’마을은 옛날 표산(瓢山)이라 하였는데, 마을 형태가 표주박 형국이라 하여 붙은 이름이다. 이후 ‘박은 주발과 같다’ 하여 발산(鉢山)이라고 불렀다. ‘시례(詩禮)’는 시동(詩洞)으로 불렸다. 옛날 이 마을에 살던 어느 학자가 주야를 불문하고 글에 힘쓰자 주민들이 이를 본받아 낮에는 일하고 밤이면 학문을 닦아 마을이름을 시례라 했다고 한다. 최근의 구사는 예의바르고 순량한 마을이어서 시례(時禮)라 불렸다고 기록하고 있으나, 그 이전의 기록물은 모두 시례(詩禮)로 표기하고 있다. ‘구촌’마을은 지역에서 가장 오래된 마을이라 하여 구촌(舊村)이라고 부른다고 하는데, 조선시대 편찬된 호구총수에도 구촌(舊村)이 기록되어 있다. 오산리에서 가장 큰 마을로 구 거치면 터가 있었다. 5통이 표산, 시례지역이다.
- 안청동
  - 안청(安淸)동은 푸른 산과 넓은 벌판이 있어 살기 좋은 곳이라 하여 지은 지명이라고 하며, 고려시대 고분 5기가 있었다. 부촌으로 소문난 마을이었으나 하남산단에 편입되고 북쪽 일부에만 마을이 남아 있는데, 장안, 본안, 계안, 신안마을이다. ‘장안’마을은 장성군 남이면에 속했으나 1914년 하남면 안청리에 편입된 후 장성과 안청의 첫 글자를 따 ‘장안’이라 고쳐 불렀다. 1800년대 광산 김씨 김희수가 장성 황룡에서 옮겨와 터를 잡았다. ‘본안’은 안청동에서 제일 처음 생성된 마을로 본 마을이라는 의미에서 ‘본안’이라 칭했다. 장흥 고씨 고두칠이 정착하며 마을이 형성되었다.‘계안’마을은 안청동 중심에 자리 잡고 있는데, 조선 효종 때 문인 박광후(朴光後)가 비아동에 살다 이곳에 정착하여 마을을 형성한 뒤 순천 박씨가 대대로 세거했다. ‘안청’이라 부르다 일제강점기에 ‘달 가운데 계수나무’ 형국이라며 ‘계안’으로 고쳐 불렀다. 박광후가 세운 외성당이 있었지만 지금은 없어졌다. 또 박노술의 묘비와 함께 풍천대가 있었는데 부지가 공단에 편입되며 안청공원으로 옮겨졌다. ‘신안’마을은 안청동에서 새로 생긴 마을이라고 하여 붙여진 이름으로 ‘새터’라고도 불렀다. 1860년경 박광후 후손들이 계안에서 옮겨와 정착했다. 안청동의 4개 마을은 아직 마을의 모습을 유지하고 있으나 마을 안 민가까지 점차 공장 등으로 바뀌고 있는 추세다. 1통이 장안, 2통이 본안, 3통이 계안, 신안지역이다.
- 장덕동
  - 흑석면에 속했던 지역으로 1914년 행정구역 통폐합에 따라 장자리(長者里), 하신리(下新里), 성덕리(成德里) 일부와 천곡면 신완리(新莞里)를 합하여 하남면(河南面) 장덕리가 되었다. ‘장덕’이란 이름은 장자리와 성덕리에서 따온 것이다. 1988년 광산구가 신설되면서 광주직할시 광산구 장덕동이 되었으며, 1995년 광주광역시 광산구 장덕동이 되었다. 이후 장자·신완·성덕마을은 수완택지개발지구에 포함되면서 마을이 없어졌다. 부자가 많아 ‘장자’라고 불렀다 하며 100여호가 넘는 큰 마을이었다. 전의이씨가 많이 살았는데 흑석동 시리에서 이주해왔다고 한다. 일명 ‘장자울’이라고 하는데 이 지명은 아파트 이름으로 남았다.‘신완’은 속칭 ‘골옷’이라 불렀는데, 전주이씨 이순빈이 서울에서 왕자의 난을 피해 비아면 수완리로 옮겨와 살다가 그 후손 일부가 옮겨와 정착했다. 수완리의 ‘완’자를 따 새롭게 생성된 마을이라 하여 ‘신완’이라 이름 지었다. ‘성덕’마을은 1760년 순천 박씨 박해우가 안청리 계안마을에서 이주하여 마을이 형성되었다. 마을에 보(洑)가 있어 일명 ‘봇머리’라 하였고 처음에는 성덕(聖德)이었다. ‘서당굴’이라는 골짜기가 있었고, 경주 최씨, 전주 이씨, 순천 박씨가 모여 살았다. 장덕동 근대한옥으로 불리는 이재만 가옥이 성덕에 있었다. 6통이 장자울지역이다.
- 장수동
  - 어등산 동북쪽에 위치한 장수동은 장성등, 수남촌, 구방, 점등 4개의 마을로 이루어졌었다. ‘구방’과 ‘점등’은 거리상 한 마을이나 다름없었는데, ‘구방’마을 대부분이 하남공단에 편입되면서 구방과 점등을 합쳐 ‘구방’으로 부른다. 구방마을은 봉황이 돌아와 앉은 형국이라 하여 일명 ‘귀방(歸鳳)’이라고 했다는 설, 아홉 마리 봉황이 앉아 있던 자리라 하여 구봉(九鳳)이라 했으나 구방(九方)이 되었다는 설이 있다. 일제강점기에 구방이 되었다. ‘점등(岾燈)’마을은 마을 뒷산에서 옹기를 구워 마을이 생겼다는 설, 수남촌 가마에서 그릇을 구워 그 그릇을 파는 점포가 길가에 있어 점등이라고 불렀다는 설이 있다. 마을은 사라지고 공업사, 택배사 등이 들어섰다.‘장성등’은 장상등(將相嶝)이라고도 부르며, 고려 태조 왕건이 이곳에서 견훤군과 접전했다고 한다. 장성등이라는 이름은 장차 장군과 재상이 나올 터라 하여 붙여진 이름이라고 한다. 옛날 군대가 경작했다는 둔답이 있었고, 장성등 남쪽 물을 운수리 절골로 넘겼다고 해서 일명 ‘무네미재’에 대한 전설이 전해진다. ‘수남촌’은 어등산 아래 위치했으며 어등산 골짜기를 흐르는 맑은 물이 모인 저수지가 있는 마을이라 하여 수남이라고 부른다. 1630년경 순천박씨가 옮겨와 정착했다. 이 마을에는 고려시대부터 조선시대까지 청자와 분청사기를 구웠던 도요지가 있었다. 14통이 구방·장성등, 15통이 수남촌이다.
- 진곡동
  - 조선시대부터 진곡, 가작촌이 있었다. 1914년 행정구역 통폐합 때 거치면 가작, 신안 일부와 소고룡면 구룡 일부를 합해 진곡리라 하고 하남면에 편입시켰다. ‘진곡’마을은 진개, 진호(眞湖)라고도 하였고, 진곡리의 원(元) 마을이다. 순천 박씨가 많이 살았다. 마을 서쪽에 ‘군문이’라는 계곡에 군사들이 주둔했다고 전해진다. ‘가작’마을은 속칭 ‘가재기’라 하며 진곡마을에서 갈라진 작은 마을이었다. ‘벽계’마을은 백거리, 백길이라고도 하며 옛날 바닷물이 들 때 이곳에 배를 대었다고 하여 붙은 이름이다. 이 지역이 흰 닭 형국이라 ‘백계’라 이름 지었다고도 한다. 밀양 박씨 박세방이 1800년 경 충청도에서 옮겨와 살면서 마을이 형성되었다. ‘진성’마을은 1954년 월남한 피난민이 살던 곳으로 피란촌, 피난민촌, 정착촌으로 불렀다. 피난민들은 거의 떠나가고 마을 부지가 국유지에서 민간 소유로 넘어감에 따라 남아있던 주민도 인근 지역으로 옮겼다. 가작마을은 진곡산단 조성으로 사라지고 진곡마을과 벽계마을 일부만 남아있다. 4통이 진곡, 백길, 가작, 진성지역이다.
- 흑석동
  - 1914년 시이리(柿李里), 하신리(下新里)와 금구리(金龜里) 일부를 합해 하남면에 편입되었다. 흑석, 시리마을이 있었지만 택지개발사업으로 전통마을은 거의 사라졌다. ‘흑석’은 검은돌, 검바우라고 불렀는데 하신리 북쪽 산에 검은 돌이 있어 붙여진 이름이라는 설, 땅이 기름지고 검게 보여 ‘검은들’이라고 부른다는 설이 있다. 조선시대 죽산박씨가 농토를 찾아 이주한 것이 시초다. ‘시리’마을은 감나무를 의미하는 시정(柿亭)과 오얏꽃을 의미하는 이동(李洞)이 합쳐진 마을로, 조선 인조 때 문신 이신의 선생이 임금으로부터 하사받은 병풍과 거문고를 보관했던 경장각(유애서원)이 있다. 10통이 흑석, 11통이 시리지역이었다.

## 법정동
- 하남동
- 진곡동
- 오선동
- 장덕동
- 흑석동
- 안청동
- 장수동
- 산정동

## 주요 시설
하남동
- 하남동 행정복지센터
- 홈플러스 광주하남점
- 하남파출소
- 하남농협 마항지점
- 김봉호 가옥
- 광주 하남동유적

산정동
- 하남역
- 하남2지구우체국
- 하남성심병원

장덕동
- 하남동우체국
- 하남농협 장덕지점

흑석동
- 경장각

## 교육
- 하남초등학교 (하남동)
- 산정초등학교 (산정동)
- 산정중학교 (산정동)
- 광주여자대학교 (산정동)

## 주거

### 아파트
| 단지명                       | 건설사                  | 시행사         | 주소                    | 주소   | 입주        | 비고                                |
| ---------------------------- | ----------------------- | -------------- | ----------------------- | ------ | ----------- | ----------------------------------- |
| 다사로움 1단지               | 부전건설㈜ 남해종합개발 | 광주도시공사   | 광산구 목련로21번길 45  | 산정동 | 2009년 5월  | 국민임대                            |
| 다사로움 2단지               | 한울종합건설㈜          | 광주도시공사   | 광산구 목련로 15        | 산정동 | 2009년 9월  |                                     |
| 어등산 대방노블랜드          | 대방건설                | 대방산업개발㈜ | 광산구 용아로297번길 17 | 산정동 | 2013년 6월  |                                     |
| 하남2지구 중흥S-클래스       | 중흥건설                | (합)중흥주택   | 광산구 목련로21번길 20  | 산정동 | 2013년 10월 |                                     |
| 산정 셀트리움                | 부영㈜                  | 광영토건㈜     | 광산구 목련로 42        | 산정동 | 2008년 11월 | '하남2지구 부영1차'에서 단지명 변경 |
| 하남2지구 부영2차            | 부영㈜                  | 동광주택산업㈜ | 광산구 목련로 41        | 산정동 | 2008년 11월 |                                     |
| 하남2지구 부영3차            | 동광주택산업㈜          | 부영㈜         | 광산구 하남대로 30      | 하남동 | 2009년 5월  | 분양전환                            |
| 하남3지구 모아엘가 더 퍼스트 | ㈜혜림건설              | 모아주택산업㈜ | 광산구 단전둘레길 15    | 하남동 | 2018년 10월 |                                     |